# Karl Zimmermann
Karl Zimmermann, šlechtic von Neissenau (7. listopadu 1863 – 23. října 1924), byl severočeský průmyslník.
Působil v obci Habendorf (dnes Stráž nad Nisou), kde pokračoval s rodinným podnikem na výrobu jemného sukna založeným jeho otcem Josefem Zimmermannem. Karl Zimmermann továrnu výrazně rozšířil, získal nová odbytiště v Turecku, Egyptě, podunajských zemích a v Orientu a nechal zřídit sklady ve Vídni a v Brně. Za jeho působení továrna zpracovávala vlnu ze surového stavu až po hotová sukna, česané vlákno a jemné exportní zboží.
Mimo to Karl Zimmermann působil jako generální rada Rakousko-Uherské banky a na bankovkách se objevoval jeho podpis. Byl také v čele Vodního družstva k regulování říčních toků a ke stavbě přehrad v povodí Zhořelecké Nisy, které bylo založeno po katastrofálních povodních v roce 1897.
Za jeho zásluhy v oblasti průmyslu a rozvoje Liberce a jeho okolí mu byl udělen řád Červené orlice, Rytířský řád sv. Jiří a Řád Františka Josefa. V roce 1903 pak byl povýšen do šlechtického stavu s přízviskem „von Neissenau“. Největší pocty se mu ale dostalo roku 1906, kdy jeho továrnu navštívil císař Rakouska-Uherska František Josef I.